# Norbert Mutzbauer
Norbert Mutzbauer (* 4. Februar 1957 in Coburg) ist ein deutscher Jurist und ehemaliger Richter am Bundesgerichtshof.

## Werdegang
Mutzbauer trat nach der Zweiten Juristischen Staatsprüfung 1985 in den höheren Justizdienst des Freistaates Bayern ein. Hier wurde er am Landgericht Traunstein, am Amtsgericht Rosenheim sowie bei der Staatsanwaltschaft beim Landgericht München II eingesetzt. 1988 erfolgte die Ernennung zum Staatsanwalt. Im gleichen Jahr wurde Mutzbauer an der Universität München mit der Untersuchung Die hoheitliche Gestaltung privatrechtlich vereinbarter Preise durch Rechtsvorschriften und Verwaltungsentscheidungen zum Dr. iur. promoviert. 1990 wurde er als Richter an das Landgericht München II versetzt. In den Jahren 1991 bis 1994 war Mutzbauer wissenschaftlicher Mitarbeiter am Bundesgerichtshof. Anschließend war er hauptamtlicher Leiter der Arbeitsgemeinschaften für Rechtsreferendare am Landgericht München I. 2000 wurde Mutzbauer zum Richter am Oberlandesgericht München befördert, blieb jedoch an das Landgericht München I abgeordnet. 2002 wurde er Vorsitzender Richter am Landgericht München I, 2004 Richter am Oberlandesgericht München. Bis 2005 war Mutzbauer an das Bayerische Oberste Landesgericht abgeordnet.
Am 1. Juli 2008 wurde Mutzbauer zum Richter am Bundesgerichtshof ernannt. Hier wurde er dem 4. Strafsenat zugewiesen. Im November 2016 wurde er zum Vorsitzenden Richter am Bundesgerichtshof ernannt, woraufhin ihm das Präsidium des Bundesgerichtshofs den Vorsitz im 5. Strafsenat sowie im Senat für Steuerberater- und Steuerbevollmächtigtensachen übertrug.
Am 30. April 2020 beendete Mutzbauer aufgrund einer Altersteilzeitregelung seinen aktiven Dienst.